# Taylor Branch
Taylor Branch (nascido em 14 de janeiro de 1947) é um autor e historiador norte-americano que escreveu uma trilogia vencedora do Prêmio Pulitzer narrando a vida de Martin Luther King Jr. e grande parte da história do Movimento dos Direitos Civis Americanos. O volume final da trilogia de 2 912 páginas – coletivamente chamada América nos Anos Rei – foi lançado em janeiro de 2006, e um resumo, The King Years: Historic Moments in the Civil Rights Movement, foi publicado em 2013.

## Livros
- Blowing the Whistle: Dissent in the Public Interest (com Charles Peters) (Praeger: 1972)
- Second Wind (com  Bill Russell) (Random House: 1979)
- The Empire Blues (ficção) (Simon & Schuster: 1981)
- Labyrinth (com Eugene M. Propper): (Viking: 1982, Penguin Books: 1983, ISBN 0-14-006683-7)
- Parting the Waters: America in the King Years, 1954-63 (Simon & Schuster: 1988)

Pulitzer Prize for History, 1989
National Book Critics Circle Award for General Nonfiction, 1988
English-Speaking Union Book Award, 1989
Martin Luther King Memorial Prize, 1989
(Finalista): National Book Award, Nonfiction, 1989
- Pillar of Fire: America in the King Years, 1963-65 (Simon & Schuster: 1998)

American Bar Association, Silver Gavel Award, 1999
Imus Book Award, 1999
The Hillman Prize, 1998
- At Canaan's Edge: America in the King Years, 1965-1968 (Simon & Schuster: 2006)

Prêmio Heartland para não-ficção, Chicago Tribune, 2006.
- The Clinton Tapes: Wrestling History with the President (Simon & Schuster: 2009)[6]
- The Cartel: Inside the Rise and Imminent Fall of the NCAA (Byliner, 2011)
- The King Years: Historic Moments in the Civil Rights Movement (Simon & Schuster 2013)

## Links externas
- «Sítio oficial»
- Inventory of the Taylor Branch Papers, 1865-2005, na Southern Historical Collection, University of North Carolina at Chapel Hill.
- Vídeos no C-SPAN
  - Booknotes interview with Branch on Pillar of Fire: America in the King Years 1963-65, April 12, 1998.
  - In Depth interview with Branch, February 5, 2006